# 아굴라스 해대

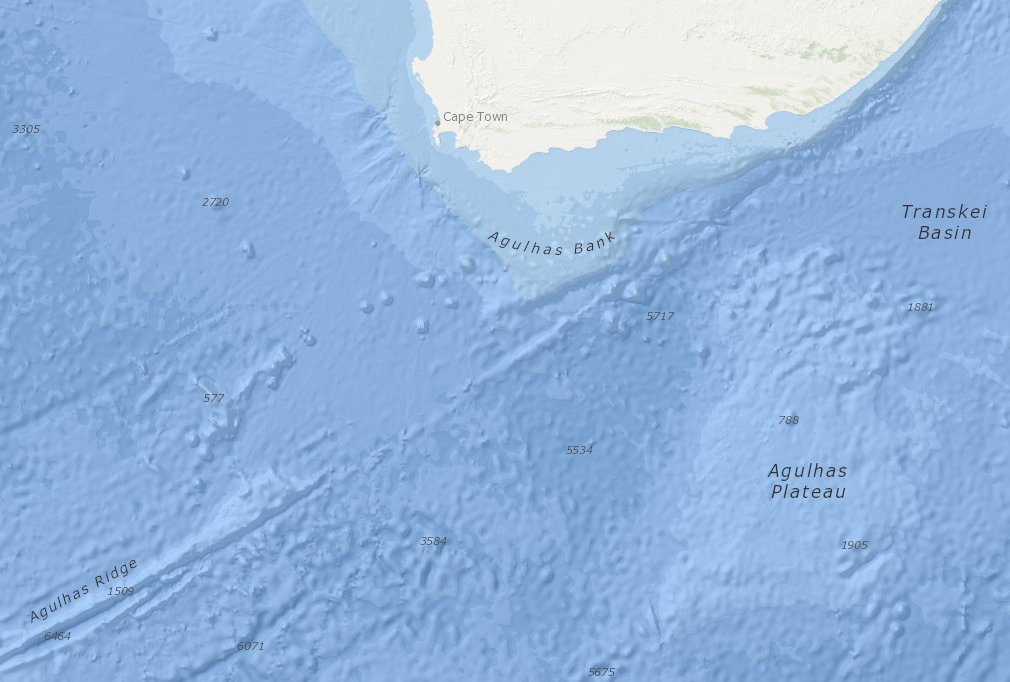
아굴라스 해대 지역의 해저 지도

아굴라스 해대(Agulhas Plateau)는 남아프리카 남쪽 500km 해상에 있는 인도양 서남부의 해대이다. 아굴라스 해대는 대략 1억 4천만 년에서 9,500만 년 전(140-95 Ma) 곤드와나 대륙이 남극, 남아메리카, 아프리카 삼중합점 인근에 만들어진 동남아프리카 거대 화성암 지대(Southeast African LIP)의 남아있는 잔재이다. 아굴라스 해대 자체는 대륙이 1억 년에서 9,400만 년 전(100-94 Ma) 부베섬 열점 인근을 지나면서 노스이스트 조지아 해팽과 마우드 해팽(현재는 포클랜드 제도와 남극 대륙 사이에 위치) 두 해대와 함께 만들어졌다.

## 지리

### 연구 조사
아굴라스 해대는 곤드와나 대륙의 분열을 연구하는데 가장 중요한 지질학적 증거 중 하나이다. 아굴라스 해대의 존재는 1964년부터 알려져 지도에 그려졌으나 지각 구성, 높낮이, 지질학적 기원 등에 대한 여러 내용은 수십년 동안 알려지지 않았다.
지구의 지각과 멘틀 사이의 경계인 모호로비치치 불연속면은 아굴라스퇴(남아프리카 남쪽)와 아굴라스 해저해협(퇴 남쪽) 사이에서 지하 25-15km까지 올라오며 전형적인 대륙-바다 경계를 이룬다. 아굴라스 해저해협은 1억 2천-6천만 년 전(120-160 Ma) 만들어진 해양지각으로 이루어져 있으며 반대로 아굴라스 해대는 1억 년에서 8천만 년 전(80-100 Ma) 만들어진 젊은 지각으로 주변 인도양 평원보다 대략 2.5km 고도가 높으며 모호로비치치 불연속면 경계는 인근보다 20-22km 아래에 있다.
북부 고원 아래의 기반은 형태가 불규칙한데 이는 해양 지각이 기원임을 알려준다. 반대로 남쪽 고원 아래의 기반은 형태가 부드럽고 일정한데 이는 대륙 지각이 기원임을 알려준다. 노스이스트 조지아 해팽(사우스조지아섬 동북쪽)을  해양 시추 프로그램(ODP)로 시추 조사를 한 결과 아굴라스 해대와 퇴는 함께 형성되었으며 해양 지각이 기원인 것으로 추정되는 결과가 나왔다.  이럼에도 불구하고 일부 연구자들은 아굴라스 해대의 최소 일부 지역은 대륙 지각이 기원일 것이라고 주장한다. 해대 전역에서 측정한 지오이드, 마그셋 위성, 중력 이상, 자기 이상 데이터 결과에서는 해대가 대륙 지각과 해양 지각 모두가 기원일 것으로 추정된다.
Uenzelmann-Neben, Gohl & Ehrhardt 1999의 논문에서는 아굴라스 해대는 해양 지각으로만 이루어진 거대 화성암 지대라는 지진학적 증거가 나왔다.

### 거대 화성암 지대
아굴라스 해대는 1억 8천만년 전(180 Ma) 카루 초층군의 배치와 함께 라자레프해에서 시작된 거대 화산 활동 중심지의 남은 잔재 중 하나이다. 이 화산 활동은 1억 4천만 년 전에서 9,500만 년 전(140-95 Ma) 단계적으로 활동하는 모잠비크 해령(MOZR)-아굴라스 해대 거대 화성암 지대 형성과 함께 계속되었다. 이 형성은 케르겔렌고원의 형성과도 얼추 비슷하다. 모잠비크 해령은 1억 4천만년에서 1억 2,200만 년 전 사이(140-122 Ma) 형성되었으며 약 1억 2천만년 전에 아프리카에서 남극 발산 지대 동쪽 측면 아랫쪽까지 뻗은 것으로 추정된다.
포클랜드 해대가 서쪽으로 움직이며 아굴라스-포클랜드 파쇄대(AFFZ)가 되면서 남대서양이 열리기 시작했다. 지구자기역전시기 동안 포클랜드 해대가 활동을 시작하면서 처음에는 나탈 계곡을 만들었으며 그 다음에는 트랜스키 해분을 만들며 9천만년 간 활동을 이었다.
아굴라스 해대-노스이스트 조지아 해팽-마우드 해팽(AP-NEGR-MR LIP 또는 동남아프리카 LIP)는 백악기 전기가 끝나는 1억년 전에 형성 과정이 끝났다. AP-NEGR-MR LIP는 부베섬 열점을 지나면서 만들어졌다. 약 9,400만년 전 주 분화 활동이 끝나고 해저가 발산하면서 NEGR과 MR이 AP랑 서로 분리되기 시작했다. AP-NEGR-MR LIP이 분리되기 전 해대의 넓이는 대략 1.2×106km2으로 추정된다.
MOZR과 AP는 오늘날 주변 해저보다 500-1,000m 정도 높은 트랜스키 해분이라는 얉은 지각 회랑으로 이어져 있다. 이 해대는 2천만년 동안 계속 이어지나 약해진 분화 활동이 이어지며 MOZR-AP LIP과 AP-NEGR-MR LIP 사이가 서로 이어지게 된 것으로 추정된다.
아굴라스 해대 남쪽의 화산성 지형은 퇴적물로 덮혀 있는데 이 곳은 연안이나 얉은 해양성 침식의 흔적이 있으며 해대가 해수면과 거의 가까이 있었던 것으로 추정된다.
남아프리카 지역은 백악기 전기와 중기 후반 두차례 침식과 삭박을 겪은 것으로 보인다. 이 작용이 일어난 요인은 이해되지 않았으나 두 기간 모두 LIP 형성 기간과 일치한다. 처음 기간은 1억 3천만년에서 2천만년 사이 기간이며 이는 곤드와나 대륙 분열 초기 시기와 일치하며 두 번째 기간인 1억 년 전에서 9천만 년 전 사이 기간은 아굴라스 LIP의 초기 형성 기간과 일치한다. 여하튼 이 두 사건으로 중생대 남아프리카 융기가 일어났다.

## 해양학
남극 심층수(AABW)는 아굴라스 해저해협에서 트랜스키 해분 동북쪽으로 흐르면서 아굴라스 해대 남족 가장자리를 지나간다. 이후 남극 심층수는 모잠비크 해분으로 흐른다. 고해양지리학적 근거에 따르면 올리고세(34-23 Ma) 동안 초기 남극 심층류가 존재했으며 이는 1,500만 년 전 북대서양 심층수(NADW)의 흐름이 증가하면서 덩달아 강해졌다. 북대서양 심층수는 아굴라스 해저해협을 통해 아굴라스 해대 북쪽을 지나 트랜스키 해분 안에서 2개 해류로 갈라졌다 나탈 계곡과 인도양으로 흐른다.
남극 중층수는 남극 대륙 수면에서 시작하여 인도양을 향해 북쪽으로 흐른다. 1,500m 지점에서 아프리카 동부 해안과 아굴라스퇴를 따라 서쪽으로 흐르며, 인도양의 아굴라스 해대에서 동쪽으로 가로지르다 역으로 되돌아간다.
인도양의 서경계류 중 하나인 아굴라스 해류는 남아공 서남쪽 인도양에서 갑자기 역으로 되돌아가 아굴라스 회류가 된다. 아굴라스 해대에서 흐르는 회류는 북쪽으로 흐르는 또 다른 닫힌 해류를 만든다.

## 같이 보기
- 아프리카 초벽

## 참고 문헌
- Ben-Avraham, Z.; Hartnady, C. J. H.; le Roex, A. P. (1995). “Neotectonic activity on continental fragments in the southwest Indian Ocean: Agulhas Plateau and Mozambique Ridge”. 《Journal of Geophysical Research》 100 (B4): 6199–6211. Bibcode:1995JGR...100.6199B. doi:10.1029/94JB02881.
- Gohl, K.; Uenzelmann-Neben, G. (2001). “The crustal role of the Agulhas Plateau, southwest Indian Ocean: evidence for seismic profiling” (PDF). 《Geophysical Journal International》 144 (3): 632–646. doi:10.1046/j.1365-246x.2001.01368.x. 2016년 11월 13일에 확인함.
- Gohl, K.; Uenzelmann-Neben, G.; Grobys, N. (2011). “Growth and dispersal of a southeast African Large Igenous Province” (PDF). 《South African Journal of Geology》 114 (3–4): 379–386. doi:10.2113/gssajg.114.3-4.379. 2016년 11월 13일에 확인함.
- König, M.; Jokat, W. (2010). “Advanced insights into magmatism and volcanism of the Mozambique Ridge and Mozambique Basin in the view of new potential field data” (PDF). 《Geophys. J. Int.》 180 (1): 158–180. doi:10.1111/j.1365-246X.2009.04433.x. 2016년 11월 13일에 확인함.
- Parsiegla, N.; Gohl, K.; Uenzelmann-Neben, G. (2008). “The Agulhas PLateau: structure and evolution of a Large Igneous Province” (PDF). 《Geophysical Journal International》 174 (1): 336–350. doi:10.1111/j.1365-246X.2008.03808.x.
- Parsiegla, N.; Stankiewicz, J.; Gohl, K.; Rydberg, T.; Uenzelmann-Neben, G. (2009). “Southern African continental margin: Dynamic processes of a transform margin”. 《Geochemistry, Geophysics, Geosystems》 10 (3): Q03007. Bibcode:2009GGG....10.3007P. doi:10.1029/2008GC002196.
- Stankiewicz, J.; de Wit, M. (2013). “3.5 billion years of reshaped Moho, southern Africa” (PDF). 《Tectonophysics》 609: 675–689. doi:10.1016/j.tecto.2013.08.033. 2016년 11월 13일에 확인함.
- Stankiewicz, J.; Parsiegla, N.; de Wit, M.; Inkaba yeAfrica Group (2009). “An overview of geophysical experiments across the continental margins of Southern Africa”. 《11th SAGA Biennal Technical Meeting and Exhibition》: 529–530. 2016년 11월 13일에 확인함.
- Tinker, J.; de Wit, M.; Brown, R. (2008). “Mesozoic exhumation of the southern Cape, South Africa, quantified using apatite fission track thermochronology”. 《Tectonophysics》 455 (1): 77–93. doi:10.1016/j.tecto.2007.10.009. 2016년 11월 13일에 확인함.
- Tucholke, B. E.; Houtz, R. E.; Barrett, D. M. (1981). “Continental crust beneath the Agulhas plateau, southwest Indian Ocean”. 《Journal of Geophysical Research: Solid Earth》 86 (B5): 3791–3806. Bibcode:1981JGR....86.3791T. doi:10.1029/JB086iB05p03791. hdl:1912/5787. 2016년 11월 14일에 원본 문서에서 보존된 문서. 13 November 2016에 확인함.
- Uenzelmann-Neben, G.; Gohl, K.; Ehrhardt, A.; Seargent, M. (1999). “Agulhas Plateau, SW Indian Ocean: New Evidence for Excessive Volcanism” (PDF). 《Geophysical Research Letters》 26 (13): 1941–1944. Bibcode:1999GeoRL..26.1941U. doi:10.1029/1999gl900391.
- Uenzelmann-Neben, G.; Huhn, K. (2009). “Sedimentary deposits on the southern South African continental margin: Slumping versus non-deposition or erosion by oceanic currents?” (PDF). 《Marine Geology》 266: 65–79. doi:10.1016/j.margeo.2009.07.011. 2016년 11월 13일에 확인함.
- Uenzelmann-Neben, G.; Watkeys, M. K.; Kretzinger, W.; Frank, M.; Heuer, L. (2011). “Palaeoceanographic interpretation of a seismic profile from the southern Mozambique Ridge, southwestern Indian Ocean” (PDF). 《South African Journal of Geology》 114 (3–4): 449–458. doi:10.2113/gssajg.114.3-4.449. 2016년 11월 13일에 확인함.